# Bảo tàng văn hóa Phật giáo
Bảo tàng Văn hóa Phật giáo nằm trên tầng 2 khu chánh điện của Chùa Quán Thế Âm (Đà Nẵng), có diện tích khoảng 7.000m2, được UBND TP Đà Nẵng cấp phép thành lập cuối năm 2014, khánh thành 24/12/2015, được coi là bảo tàng văn hóa Phật giáo đầu tiên ở Việt Nam.

## Hiện vật
Bảo tàng trưng bày hơn 500 cổ vật Phật giáo. Trong hơn0 năm, ba đời trụ trì của chùa đã dày công sưu tầm các cổ vật phản ánh nghệ thuật Phật giáo Việt Nam và một số quốc gia Châu Á  bao gồm đồ thờ cúng, tranh, tượng chư Phật, Bồ tát, tổ sư; mộc bản kinh Phật; nhạc khí … từ thế kỷ VII đến đầu thế kỷ XX. Nhiều hiện vật như tượng Phật Quan âm làm bằng ngọc tỷ; bộ 8 tượng Phật Mật tông chất liệu đồng xanh và đồng đỏ; hai bức tượng Phật bằng hổ phách quý hiếm... được đánh giá ngang tầm bảo vật quốc gia. Các hiện vật đã được thẩm định bởi các chuyên gia Bảo tàng Đà Nẵng, Bảo tàng Lịch sử quốc gia và một số ủy viên Hội đồng giám định cổ vật thuộc Bộ VH-TT&DL
Đây cũng là nơi hiện nắm kỷ lục lá cờ Phật giáo lớn nhất Việt Nam (dài hơn 26 m, rộng hơn 18 m) được xác lập năm 2018.